# Consolamentum

"Moneta Cremona", Monge e inquisidor dominicano.

O Consolamentum é um rito cátaro. Os sacerdotes cátaros, ou bons homens e boas mulheres, como se autodenominavam, eram assim chamados a partir do momento em que recebiam o consolamentum. Ele representa simbolicamente a morte com relação ao mundo corrompido. Os crentes (croyants) eram simpatizantes da doutrina cátara e somente recebiam o consolamentum nos momentos que antecediam sua morte. Esta cerimónia consistia na oração do Pai Nosso; reposição da veste, preta no início, depois azul, substituída por um cordão no tempo da perseguição. Tocava-se a cabeça do iniciante com o Evangelho de são João, e o ritual terminava com o beijo da paz.